# Ernst Möckly
Ernst Möckly, andere Schreibungen Möckli und Moeckly (* 18. November 1856 in Lausanne; † 22. April 1905 in Contra bei Tenero, Kanton Tessin) war der Initiant und Mitgründer des Schweizerischen Samariterbundes (SSB).

## Leben
Ernst Möckli war der Sohn des aus Basadingen (Kanton Thurgau) stammenden Schuhmachers August Möckli und der Marie, geborene Willenegger. Seine Jugend verbrachte er zusammen mit fünf Geschwistern in Lausanne. Dort übernahm er die welsche Schreibung seines Familiennamens mit -y.
Als Vater Möckli 1875 starb, musste der erst 19-jährige Ernst das Schuhgeschäft übernehmen. Allerdings wurde das Geschäft bereits nach zwei Jahren verkauft und die Familie siedelte nach Bern über. Ernst Möckly fand eine Anstellung bei Jakob Scheidegger, Fabricant de Chaussures, einem Geschäft für orthopädische Schuhe in Bern. Insgesamt arbeitete er dort während siebzehn Jahren, zuerst als Zuschneider, schliesslich als Geschäftsführer. Die Beziehungen zum Firmeninhaber, dem Verbandspolitiker und späteren Nationalrat Jakob Scheidegger, gingen offensichtlich über das rein Berufliche hinaus. Scheidegger heiratete im August 1881 in zweiter Ehe Alice Marie Möckli, die jüngere Schwester von Ernst; die Ehe hielt allerdings nicht und wurde nach zwölf Jahren geschieden. Im gleichen Jahr trennte sich auch Ernst Möckly von der Firma Scheidegger.

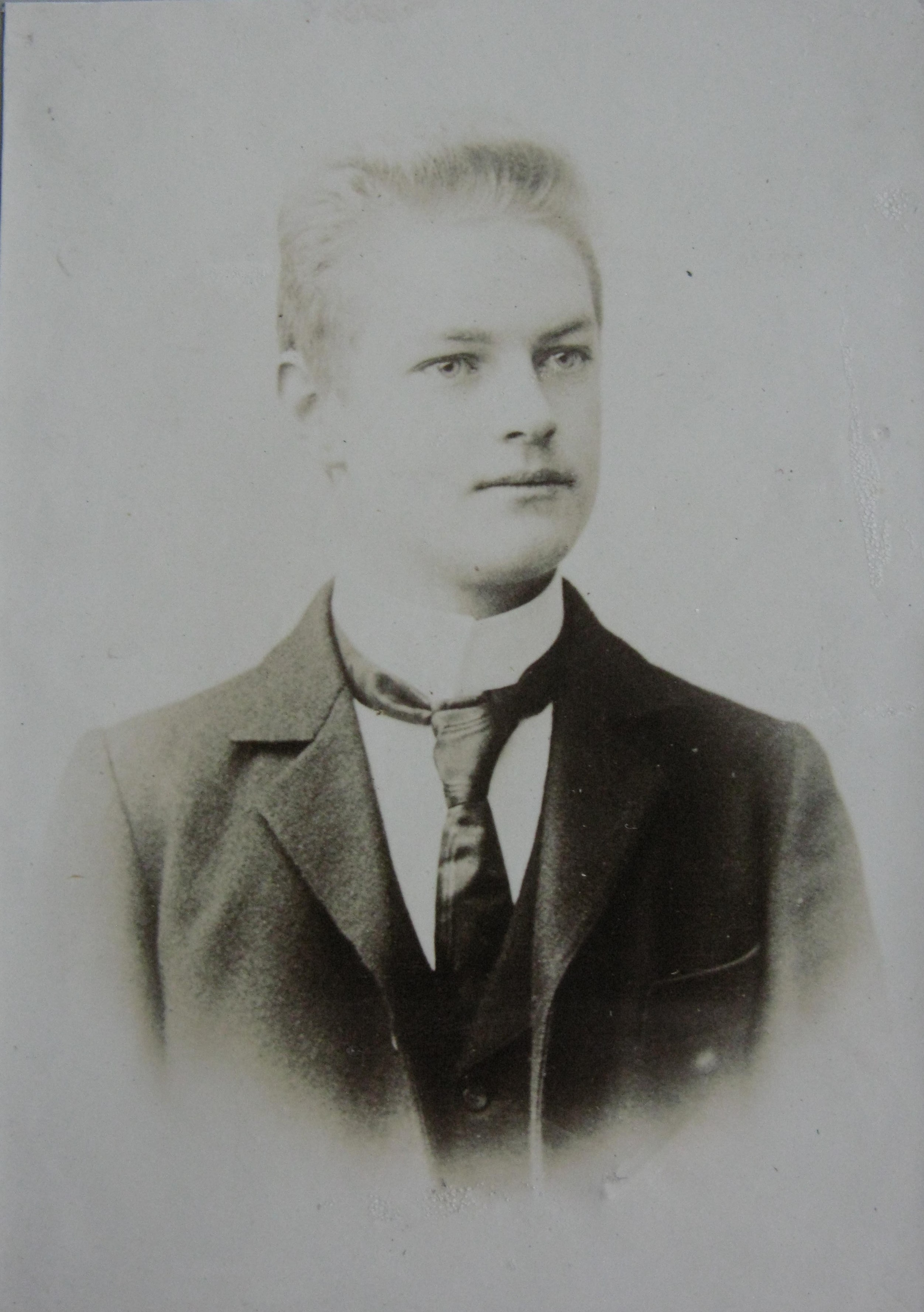
Ernst Möckly, um 1900

Ernst Möckly heiratete relativ jung, am 25. Oktober 1877 gaben sich Elisabeth von Arx und er in Bern das Jawort. Die beiden lernten sich höchstwahrscheinlich bei der Arbeit kennen. Elisabeth von Arx wohnte seit 1874 in Bern und arbeitete als Schuhverbändlerin ebenfalls bei der Firma Scheidegger.
1893 trat Ernst Möckly in den Bundesdienst über. Er wurde „als fachmännischer Gehülfe in der Fussbekleidungsbranche des eidg. Oberkriegskommissariats (provisorisch) ernannt,“ wie es in der Militärzeitschrift heisst. Konkret wirkte Möckly als erster Kontrolleur für Militärschuhe bei der Ausrüstungsabteilung der eidgenössischen Kriegsmaterialverwaltung in Bern. Neben dieser beruflichen Tätigkeit pflegte Möckly ein musisches Hobby, das Musizieren; er spielte Flöte bei der Stadtmusik Bern.
Ernst Möckly wurde 1902 von einer schweren Erkrankung der Atmungsorgane befallen, von welcher er sich nicht mehr erholte. Auf einem Kuraufenthalt in Contra bei Tenero (Kanton Tessin) starb er, noch nicht einmal 50 Jahre alt. Er wurde m Bremgartenfriedhof bei Bern bestattet.

## Begründer des Samariterwesens
Ernst Möckly wurde im Militär bei den Sanitätstruppen eingeteilt. Er absolvierte fünf Wochen Rekrutenschule.
Ernst Möckly erkannte schnell, dass die kurze militärische Dienstzeit für eine gute Ausbildung der Sanitätssoldaten nicht genügte und dass es eine ausserdienstliche Fortbildung brauchte. Er bezog sich auf die Ideen des deutschen Chirurgen von Friedrich von Esmarch. Auf Möcklys Initiative hin schlossen sich 1880 die Sanitäter in Bern zum ersten Militär-Sanitäts-Verein zusammen und wählten den damaligen Feldweibel Möckly zu ihrem ersten Präsidenten. Im Zweckartikel der Vereinsstatuten war das Training festgehalten, aber auch schon Die erste Hülfeleistung bei Unglücksfällen.
Bald zeigte sich, dass die Sanitätsvereine für die erste Unfallhilfe in Fabriken oder Haushalten nicht genügten. Deshalb organisierte Ernst Möckly zusammen mit dem Arzt Rudolf Vogt in Bern-Länggasse den ersten Samariterkurs der Schweiz. Dieser begann am 25. Mai 1884 mit fünfundzwanzig Teilnehmern.
Im Herbst 1884 führte Möckly in weiteren Berner Quartieren Kurse zur ersten Hilfe durch, und bereits am 1. Januar 1886 fand die Gründungsversammlung des Samaritervereins Bern statt. Die Samariterlehrer Vogt und Möckly leiteten ebenfalls Kurse für Frauen. 1887 erfolgte die Gründung des ersten Samariterinnenvereins in Bern. Nach vorbereitenden Versammlungen schlossen sich am 1. Juli 1888 die inzwischen in Zürich-Aussersihl, Neumünster, Basel und Winterthur entstanden Sektionen mit Bern zum Schweizerischen Samariterbund zusammen. Die Delegierten wählten Doktor Robert Vogt zum ersten Zentralpräsidenten; sein Stellvertreter im Samariterbund wurde Ernst Möckly.